# Charles Lucas (giurista)
Charles-Jean-Marie Lucas (Saint-Brieuc, 9 maggio 1803 – Parigi, 20 dicembre 1889) è stato un avvocato, giurista e funzionario francese, riformatore del sistema penitenziario; fu autore di un gran numero di libri e articoli sull'abolizione della pena di morte, la teoria della detenzione preventiva, repressiva e penitenziaria e infine la "civilizzazione della guerra".

## Biografia

### Giovinezza (1803-1830)

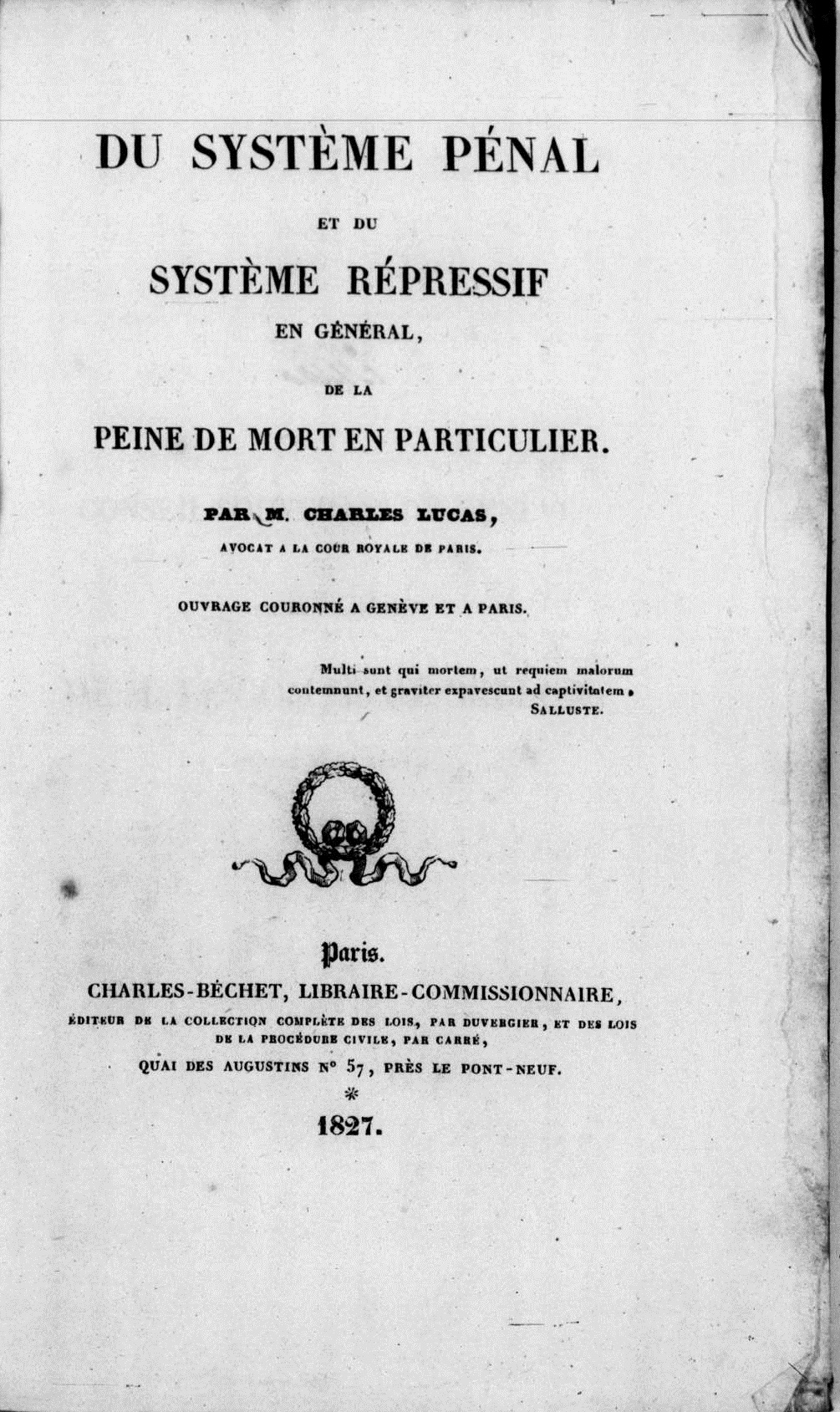
Du systeme penal et du systeme repressif en general, de la peine de mort en particulier, 1827

Charles Lucas nacque a Saint-Brieuc, in una famiglia di notabili. Suo padre, Antoine Charles Lucas, dopo una lunga carriera amministrativa, possedeva una fortuna che gli consentì di inviare il giovane Lucas a finire i suoi studi a Parigi.
Charles Lucas fu studente del Collegio reale di Bourbon. Compose, ancora da studente, versi sulla nascita del duca di Bordeaux, il 29 settembre 1820, e il preside li fece vedere al re stesso, come altri componimenti dello stesso argomento. Nel 1821 si iscrisse alla Scuola di diritto.
Attaccato alle idee liberali e alimentato dalla filosofia dell'Illuminismo, pubblicò le prime memorie politiche e legali e si dimostrò interessato alla storia e all'economia sociale. Divenne avvocato presso la Corte reale di Parigi nel 1825.
Nel 1826 furono aperti due concorsi sulla questione della legittimità e dell'efficienza della pena di morte, uno su iniziativa del conte di Sellon a Ginevra, l'altro su iniziativa della Société de morale chrétienne de Paris. Lucas appare in entrambe le competizioni, con un libro intitolato Du système pénal et de la peine de mort. Appare un fiero abolizionista, basandosi sull'idea filosofica dell'inviolabilità della vita umana. Per dimostrare l'inefficienza dissuasiva e preventiva della pena di morte, usa i dati delle statistiche penali e degli annali giudiziari. Secondo lui, la pena di morte può e deve essere sostituita con la reclusione. La sua dimostrazione fu notata. Vinse entrambe le competizioni.
All'indomani dei Tre Gloriosi, in occasione del processo ai ministri di Carlo X, Lucas invia alla Camera dei Deputati una petizione, firmata da eminenti membri dell'Ordine di Parigi, rivendicando l'attuazione delle due riforme prescritte nel suo lavoro: l'abolizione della pena di morte e la sua sostituzione con il sistema penitenziario. La mozione di Victor Destutt de Tracy per l'abolizione della pena di morte, sviluppata nell'agosto 1830 nella Camera dei deputati, s'ispira alla petizione di Lucas, come il discorso al re votato dalla Camera in cui propone un disegno di legge abolente in materia politica.

### Ispettore generale delle carceri (1830-1865)

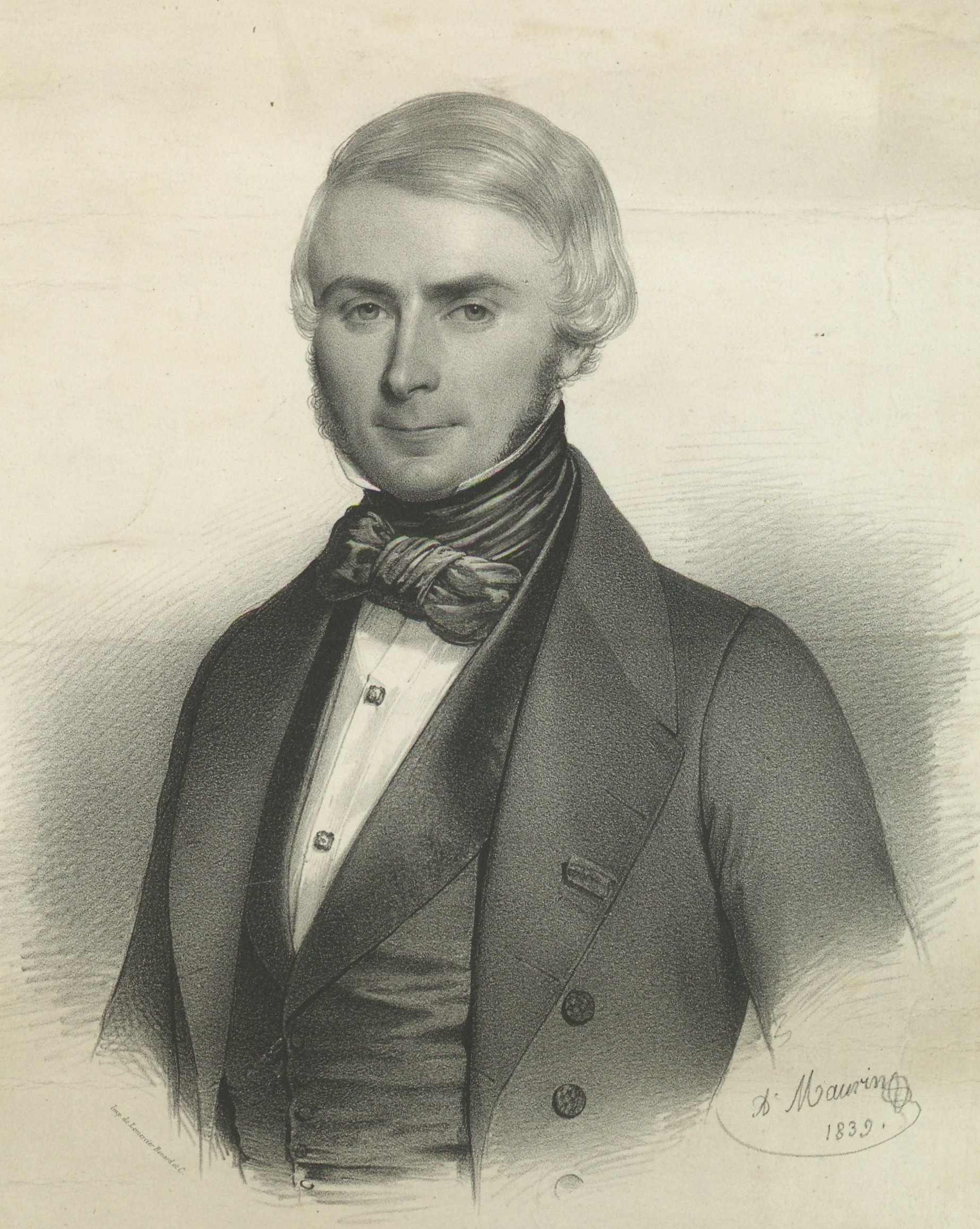
Ritratto di Charles Lucas, 1839

Celebre per i suoi scritti sulla abolizione della pena di morte del sistema e la prigione, Charles Lucas fu nominato, in seguito alla rivoluzione di luglio, ispettore generale delle prigioni (1830-1865).
Nel 1833 venne formata una società, analoga a un'istituzione già fondata a Strasburgo, ma su una base più ampia. Uomini caritatevoli, pari di Francia, deputati, consiglieri di Stato, magistrati, cittadini di ogni grado e condizione, rispondendo all'appello di Lucas, si riuniuscono con l'intenzione lodevole di mettere i propri sforzi in comune, per mantenere nelle abitudini di una vita onesta e laboriosa i bambini maschi che hanno lasciato l'edificio di educazione correttiva della Senna, prima o dopo la loro liberazione, e che saranno consegnati loro dall'autorità amministrativa, alle condizioni regolate dal ministro degli interni.
Nel 1834 Charles Lucas -  la cui costante esperienza, le notevoli opere sulle questioni carcerarie e importanti servizi resi nell'ispezione delle prigioni, hanno conferito un'autentica autorità in queste materie - condanna allo stesso tempo il doppio sistema americano, così come quello del signor Faucher, e ne propone uno nuovo.
Poco dopo, Lucas riunì i dibattiti della Camera, si unì a quelli delle precedenti assemblee e pubblicò un "Compendio dei dibattiti delle Assemblee legislative della Francia sulla questione della pena di morte" (Recueil des Débats des Assemblées législatives de la France sur la question de la peine de mort, 1831), al fine di "prendere atto, a nome dell'umanità, d'impegni e risultati raggiunti".
Arthus Barthélémy Vingtrinier reclama, nel 1836, in una nota sulla società di patrocinio di Rouen, la separazione di giovani prigionieri e pazzi. Al silenzio redentore della Petite Roquette sostituirà presto la "natura redentrice", con la creazione di colonie agricole che inaugurano uno spazio esterno alla prigione per i giovani. Questo concetto è ispirato alle proposte di Charles Lucas, Ispettore generale delle carceri, e illustrato dalla famosa casa di riabilitazione di Mettray, vicino a Tours.
Charles Lucas ebbe un ruolo importante nella creazione di una Congregazione religiosa specializzata nella custodia delle prigioniere, le Suore di Maria-Giuseppe e della misericordia per le prigioni, nata nel 1841 da una scissione con le sorelle di Saint-Joseph de Lyon.

### Accademia di scienze morali e politiche

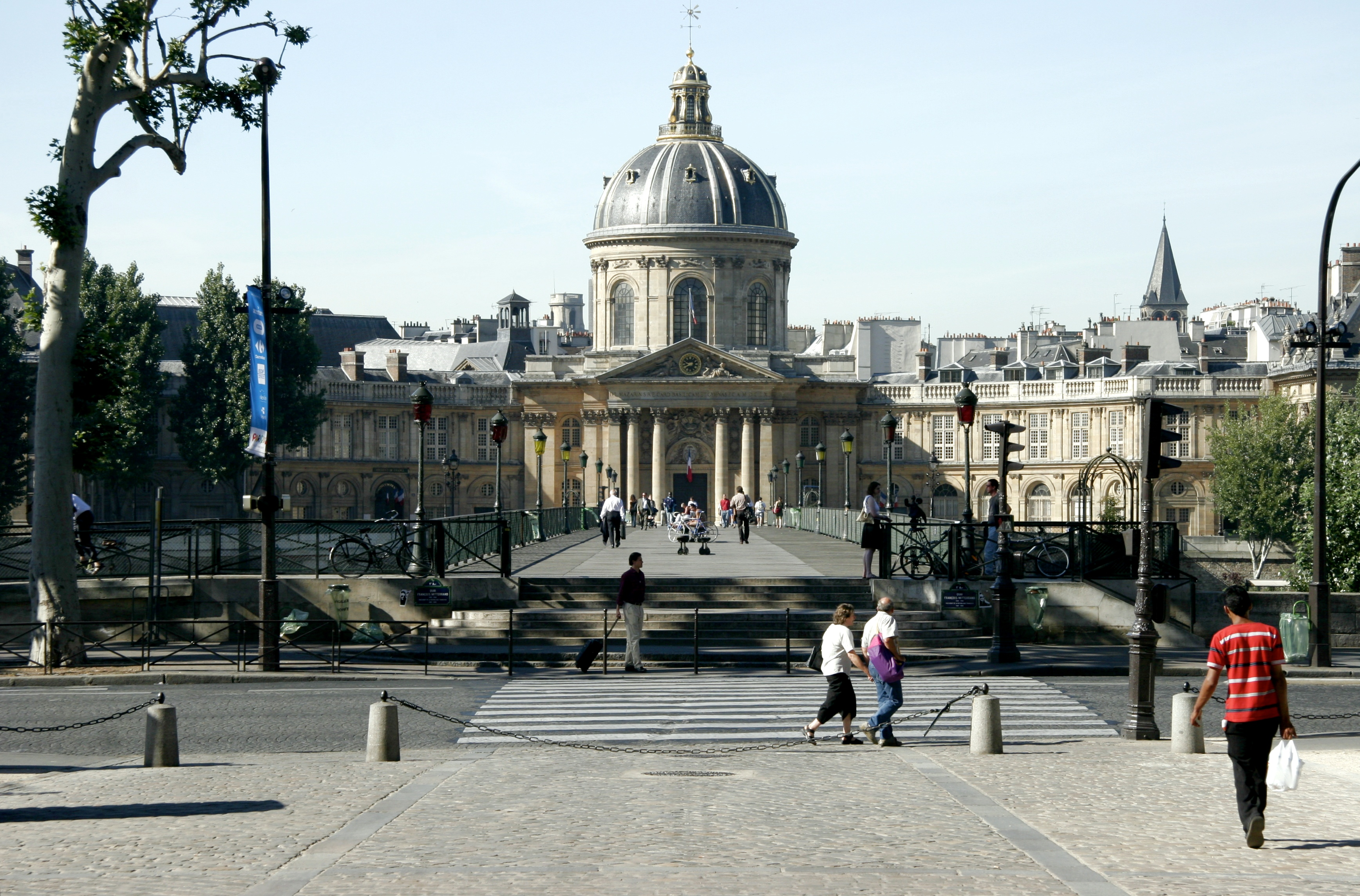
L'Institut de France dal Museo del Louvre di fronte al Pont des Arts.

Lucas succedette a Pierre-Louis Roederer nella cattedra 4 dell'Accademia di scienze morali e politiche nel 1836. Ottiene 10 voti contro 6 ad Alexis de Tocqueville, poi 13 contro 8. Gli succedette nel 1890 René Bérenger (1830-1915).
Nel 1836 Charles Lucas è presidente del Consiglio degli ispettori generali delle carceri (organizzato da lui stesso). Lucas dedicherà la sua carriera e la sua vita a tre importanti riforme: l'abolizione della pena di morte; la teoria della detenzione preventiva, repressiva e penitenziaria; e infine la "civilizzazione della guerra". 
Il suo attivismo si esprime nella sua attività amministrativa ma anche e soprattutto in molteplici comunicazioni, petizioni e articoli che segnano più di mezzo secolo di dibattiti.
Nel 1853 fu presidente del Consiglio degli ispettori generali dei servizi amministrativi presso il Ministero degli Interni. Continua la sua attività di abolizionista, moltiplicando petizioni e articoli, interessato all'evoluzione delle legislazioni straniere, stringendo contatti in tutta Europa con sovrani e ministri sensibili alle sue argomentazioni. 
Per sostenere e rendere praticabile questa abolizione, Lucas esaminerà i modi per sostituire la pena di morte nel sistema giudiziario penale. Mentre i circoli legali e politici dell'epoca favoriscono l'imitazione del sistema inglese di trasporto criminale, Lucas lo sostiene in prigione. È in quest'ottica che si interesserà al mondo delle carceri e proporrà una riforma globale del sistema penitenziario.
Charles Lucas è all'origine della creazione di molte case di correzione, tra cui l'istituzione della Val d'Yèvre, Saint-Germain-du-Puy che deve la sua origine e prosperità a Lucas.

### Ultimi anni
Nel 1865 Charles Lucas, cieco, cessò la sua attività professionale; continua tuttavia a seguire attivamente l'evoluzione delle istituzioni penitenziarie, scrivendo opuscoli e articoli, partecipando a importanti congressi carcerari e commissioni ufficiali. Quell'anno, presentò all'Institut de France un importante resoconto del programma, dell'importanza e dei risultati del movimento abolizionista in Europa.
Nel 1867 presentò una nuova petizione al Senato per sopprimere l'esecuzione pubblica dei condannati a morte. Nel 1875 fu nominato membro del Consiglio superiore delle carceri. Nel 1877 fu invitato a presiedere, come decano della riforma penitenziaria, la sessione di installazione della Société générale des prisons. Presenta il movimento progressista di questa riforma durante i 50 anni in cui l'aveva sostenuta.
Alla fine della sua vita, tuttavia, Lucas si distacca dai nuovi orientamenti della criminologia, in particolare l'antropometria, e denuncia la generalizzazione della fotografia al fine di archiviare i detenuti nelle carceri, considerandolo un attacco alla dignità delle persone.
Charles Lucas morì a Parigi nel 1889. Fu promosso al grado di commendatore della Legion d'onore, in riconoscimento dei suoi servizi amministrativi.

### Famiglia
Il 19 aprile 1842, a Saint-Éloy-de-Gy, Charles Lucas sposò Caroline Rogeard (1823-1895), figlia di Nicolas Rogeard e Sophie Gouin (1799 - 1881). Ebbero cinque figli:
- Charles-René (1843-1895), avvocato presso la Corte d'appello di Bourges (1895), sposatosi con Rachel Maréchal;
- Georges-Antoine-Nicolas (1844-?);
- "Cécile" Marie Amélie (1845-1914), sposatasi con Henri Cochon de Lapparent (1840-1931, ispettore generale dell'agricoltura) nel 1865;
- Paul Lucas (1849-1933), sposatosi nel 1874 con Alice Roger (1855-1879); poi con Berthe Laizon (1854-1937);
- Marie-Henriette-Virginie (1850-1919), sposatasi con Augustin-Marie-Joseph Leuge (1846-1924).

## Opere
- Du système pénal et du système répressif en général, de la peine de mort, 1826.
- (FR) Du systeme penal et du systeme repressif en general, de la peine de mort en particulier, Paris, François Bechet, 1827.
- Conclusion générale de l'ouvrage sur le Système pénitentiaire en Europe et aux États-Unis ; suivie de la Deuxième pétition aux Chambres sur la nécessité de l'adoption du système pénitentiaire, 1830.
- Recueil des Débats des Assemblées législatives de la France sur la question de la peine de mort, 1831.
- Du système pénitentiaire en Europe et aux Etats-Unis, 1834.
- (FR)  De la réforme des prisons ou de la théorie de l'emprisonnement, 1836-1838.
- Appendice à la théorie de l'emprisonnement, ou Réponse aux écoles opposantes en général, et à l'école pennsylvanienne en particulier ; suivi de Quelques mots sur la réforme des prisons de la France, 1838
- De l'emprisonnement individuel sous le rapport sanitaire et des attaques contre lui, 1844.
- Exposé de l'état de la question pénitentiaire en Europe et aux États-Unis, suivi d’observations de Tocqueville, 1844
- (FR) La peine de mort et l'unification pénale a l'occasion du projet de code pènal italien, Paris, Cotillon; Rome, Bocca; Florence, Jouhaud, 1874.